# Didier Seeuws
Didier Seeuws, né le 1er août 1965 à Mont-Saint-Amand (Gand), est un diplomate et fonctionnaire belge.
Il a étudié à l'Université de Gand, les sciences diplomatiques (1987), défendant une thèse sur la doctrine Monroe, et le droit européen (1988), avec une thèse sur les relations entre la CEE et le COMECON dans le cadre du GATT. Il intègre le corps diplomatique belge en 1991 à la suite d'un examen réussi en 1988. De juillet 1991 à juillet 1995, il est attaché à l'ambassade de Belgique à Washington. D'août 1995 à juillet 1998, il est attaché auprès du ministre belge du Commerce extérieur. Il est ensuite d'août 2002 à juillet 2003 porte-parole du ministère des Affaires étrangères, puis porte-parole du Premier ministre belge Guy Verhofstadt jusque juillet 2007. 
Sa carrière prend alors une orientation plus européenne. D'août 2007 à 2011, il est Représentant permanent adjoint de la Belgique auprès de l'Union européenne, épaulant Jean de Ruyt. Menacé par un jeu de chaises musicales politique, il est nommé en avril 2011 comme conseiller spécial du Président du Conseil européen, Herman van Rompuy, puis successeur de Frans van Daele fin 2012 comme chef de cabinet, ce jusqu'en novembre 2014 à la fin du mandat de van Rompuy. Il reprend alors une fonction de Directeur des départements Transport, Télécommunications et Énergie du Conseil de l'Union européenne.
En juin 2016, Seeuws est nommé chef de la « Task Force sur le Royaume-Uni » du Secrétariat général du Conseil de l'Union européenne, pour la sortie du Royaume uni de l'UE, à la suite du Brexit voté par le référendum du 23 juin 2016, afin de coordonner les négociations entre le Royaume-Uni et l'Union européenne au niveau du Conseil de l'Union européenne.